# Phostria internervalis
Phostria internervalis là một loài bướm đêm trong họ Crambidae.